# The Shnookums and Meat Funny Cartoon Show
The Schnookums and Meat Funny Cartoon Show (Sardinha e Filé no Brasil) é um desenho animado produzido pela Disney. Um desenho bem no estilo Tom e Jerry.
O desenho conta a história do gato Schnookums (Sardinha no Brasil) e do cão Meat (Filé no Brasil), que vivem em brigas constantes.
No Brasil, este desenho foi exibido pelo extinto programa Disney Club (exibido no SBT) e no Disney Channel, no final dos anos 90 (entre 1999 a 2000) e depois disso nunca mais foi exibido nem pela TV aberta brasileira nem por assinatura.
[carece de fontes?]